# Selezione della città organizzatrice dei XXIII Giochi olimpici invernali
La selezione della città organizzatrice dei XXIII Giochi olimpici invernali, che si tengono nel 2018, è avvenuta il 6 luglio 2011 a Durban, nel corso dell'annuale assemblea del Comitato Olimpico Internazionale. La città scelta per ospitare l'evento è stata la sudcoreana Pyeongchang, che ha raccolto 63 voti contro i 25 di Monaco e i 7 di Annecy.

## Interesse ufficiale
Tre città hanno presentato una candidatura ufficiale per i Giochi del 2018: Annecy (Francia), Monaco di Baviera (Germania) e Pyeongchang (Corea del Sud).

### Candidatura francese
Inizialmente, il Comitato Nazionale Olimpico e Sportivo Francese era riluttante a presentare una candidatura per i Giochi, preferendo puntare su una corsa per i Giochi della XXXIII Olimpiade. Quattro città presentarono tuttavia interesse a ospitare i Giochi del 2018: Grenoble (che aveva ospitato in precedenza i X Giochi olimpici invernali), Pelvoux (il cui progetto prevedeva l'utilizzo di alcune strutture di Torino 2006), Nizza e Annecy. Nel settembre 2008, il Comitato Olimpico annunciò la presentazione di una candidatura francese; la votazione finale, effettuata nel marzo 2009, vide la vittoria di Annecy, con 23 voti contro i 10 di Nizza e i 9 di Grenoble, mentre Pelvoux non ottenne alcun voto.
La candidatura di Annecy prevedeva due poli per le gare: uno nei dintorni della città (gare di pattinaggio in città, mentre salto con gli sci, combinata nordica, freestyle e sci di fondo presso La Clusaz e a Le Grand-Bornand), mentre l'altro, denominato "Monte Bianco", prevedeva le altre competizioni divise tra Megève, Chamonix, Flaine, Morzine e Plaine du Mont Blanc. Le gare di bob, slittino e skeleton sarebbero invece organizzate a Mâcot-la-Plagne.

### Candidatura tedesca
Il segretario generale del Comitato Olimpico Tedesco nella primavera 2007 dichiarò che, a seguito di una eventuale sconfitta di Salisburgo per l'organizzazione delle XXII Giochi olimpici invernali, Monaco sarebbe stata la scelta tedesca per il 2018. Il 6 ottobre 2007 la giunta cittadina di Monaco ha reso disponibili 490.000 € per la fase iniziale di candidatura dei Giochi olimpici invernali, approvando poi la candidatura olimpica il 28 novembre, che è stata poi ufficializzata dal Comitato Olimpico a dicembre.
La candidatura di Monaco prevedeva l'organizzazione dell'evento in tre siti olimpici: Monaco stessa per gli sport del ghiaccio, Garmisch-Partenkirchen per gli sport sulla neve e Schönau am Königssee per slittino, bob e skeleton.

### Candidatura coreana
Appena dopo la sconfitta per l'organizzazione dei XXII Giochi olimpici invernali, assegnati alla città russa di Soči, Pyeongchang dichiarò che avrebbe proposto per la terza volta (era stata sconfitta anche da Vancouver per l'edizione del 2010) la propria candidatura. Il presidente Roh Moo-hyun domandò un feedback per una nuova iniziativa olimpica, sebbene gruppi di cittadini lamentassero il rischio di danni ambientali.

## Votazione
Pyeongchang raggiunse la maggioranza assoluta dei voti alla prima votazione, venendo così scelta immediatamente.
| Città             | Paese         | 1º voto |
| Pyeongchang       | Corea del Sud | 63      |
| Monaco di Baviera | Germania      | 25      |
| Annecy            | Francia       | 7       |

## Altre ipotesi non finalizzate
- Oslo-Lillehammer, Norvegia
- Trondheim, Norvegia
- Tromsø, Norvegia

La nazione che inizialmente sembrò più attiva in Europa fu la Norvegia. Venne addirittura impostato un processo di candidatura interno che vide sfidarsi ben tre candidate: la coppia Oslo-Lillehammer, Trondheim e Tromsø. Sebbene tutte e tre le città avessero superato i criteri di qualità richiesti dal CIO, il 30 marzo 2007 il Comitato Olimpico Norvegese annunciò che Tromsø sarebbe stata la candidata olimpica. A causa della lievitazione dei costi, questa candidatura venne però cancellata il 6 ottobre 2008.. La Norvegia ha già ospitato i VI Giochi olimpici invernali a Oslo e i XVII Giochi olimpici invernali a Lillehammer.
- Östersund, Svezia

Sede dei mondiali di biathlon 2007.
- Bukovel, Ucraina

Il 13 novembre 2006 il giornale online Online Ski Magazine pubblicò un articolo sulle ambizioni olimpiche dell'Ucraina, annunciando l'intenzione del governo di espandere il centro sciistico in previsione di una candidatura..
- Stara Planina, Bulgaria e Serbia

Nel febbraio 2007 le due nazioni discussero di una candidatura congiunta, da organizzare in una località sciistica da costruirsi sul monte Stara Planina.
- Ginevra, Svizzera

La città svizzera espresse il proprio desiderio di organizzare i Giochi invernali del 2018 annunciando un referendum, nonostante l'opposizione del Comitato Olimpico Svizzero alle candidature per il 2018.
- Reno, Stati Uniti

La candidatura più probabile sembrava essere quella della città assieme alla regione del Lago Tahoe, lontane fra loro 82 km. In questa regione si trova Squaw Valley, sede dei Giochi invernali del 1960.
- Lake Placid, Stati Uniti

Un'altra località che espresse interesse nell'organizzazione dei Giochi fu la sede olimpica del 1980.
- Denver, Stati Uniti

Molto clamore suscitò l'iniziativa della città del Colorado, che aveva inizialmente lanciato un progetto con Aspen, ma che successivamente dichiarò di voler proseguire solo con il contributo della cittadina di Vail per ospitare alcune delle gare.
- L'Aquila, Italia

La proposta è stata lanciata dal capo della Protezione Civile Guido Bertolaso il 2 marzo 2010, ma venne subito bocciata da Mario Pescante, che ritenne tale ipotesi irrealizzabile poiché c'erano già importanti città che da tempo concorrevano per aggiudicarsi l'organizzazione dei Giochi olimpici..
- Santiago, Cile

La capitale cilena è stata una delle poche candidate possibili dell'emisfero australe.
- Harbin, Cina

La città cinese considerò una candidatura, ma poi rinunciò ritenendo troppo forte la candidatura coreana.
- Almaty, Kazakistan

Come riportato in un comunicato dell'agenzia Interfax del Natale 2006 il Kazakistan stava nuovamente portando avanti una propria candidatura per Almaty, replicando quanto già accaduto per i XXII Giochi olimpici invernali, quando però la città non giunse in finale. Almaty è già la sede designata per i Giochi asiatici del 2011.
- Bursa, Turchia

Nel continente asiatico vi era stata anche un'iniziale candidatura della città turca di Bursa.

Logo di Bursa 2018

- Borjomi, Georgia

Il presidente del comitato olimpico georgiano dichiarò che, dopo l'esclusione dalla lista finale delle candidate per i XXII Giochi olimpici invernali, Borjomi si sarebbe candidata per l'edizione 2018 dei Giochi. ma queste dichiarazioni non ebbero seguito.
- Iwata, Giappone